# Лукьяновка (Московская область)
Лукьяновка — деревня в Московской области России. Входит в городской округ Люберцы.  Население — 21 чел. (2010).

## География
Деревня Лукьяновка расположена в северо-восточной части городского округа Люберцы, примерно в 5 км к востоку от города Люберцы. Высота над уровнем моря 137 м. Ближайший населённый пункт — посёлок Красково.

## История
До середины XX века деревня на картах не значится. На карте 1941 года на месте деревни обозначен населённый пункт Лесной ударник.
До муниципальной реформы 2006 года Лукьяновка находилась в подчинении администрации рабочего посёлка Красково.
С 2006 до 2016 гг. деревня входила в городское поселение Красково Люберецкого муниципального района. С 2017 года деревня входит в городской округ Люберцы, в рамках администрации которого деревня подчинена территориальному управлению Красково-Малаховка.

## Население
| 2002 | 2006 | 2010 |
| ---- | ---- | ---- |
| 19   | →19  | ↗21  |

По переписи 2002 года в деревне проживало 19 человек (9 мужчин, 10 женщин).